# Windows NT 3.51
Windows NT 3.51 – trzecie główne wydanie systemu operacyjnego Windows NT, stworzonego przez Microsoft z myślą o rynkach serwerowych oraz osobistych stacji roboczych. Premiera systemu miała miejsce 30 maja 1995, osiem miesięcy po premierze Windows NT 3.5. Najbardziej znaczącym udoskonaleniem oferowanym w tym wydaniu jest wsparcie modelu klient-serwer współpracującego z Windows 95, który ukazał się prawie trzy miesiące po NT 3.51. Rok później następcą stał się Windows NT 4.0. Podstawowe wsparcie techniczne dla Windows NT 3.51 Workstation zostało zakończone 31 grudnia 2000 roku, natomiast rozszerzone zakończyło się 31 grudnia 2001 r., podczas gdy podstawowe wsparcie dla Windows NT 3.51 Server wygasło 30 września 2000 r., po którym do 30 września 2002 r. obowiązywało rozszerzone. Następcą obu wersji stały się odpowiednio Windows NT 4.0 Workstation oraz Windows NT 4.0 Server. System posiadał taki sam interfejs użytkownika jak jego poprzednik.

## Przegląd
Wydanie Windows NT w wersji 3.51 zostało określone przez Microsoft jako wydanie dla Power PC. Pierwotnie planowano wydać wersję 3.5 dla komputerów Power PC, jednak zdaniem Davida Thompsona, „poświęciliśmy 9 miesięcy na naprawianie błędów, czekając aż IBM ukończy sprzęt Power PC”. Edycje NT 3.51 zostały wydane również dla architektur x86, MIPS i Alpha.
Nowe składniki wprowadzone w Windows NT 3.51 obejmują m.in. obsługę PCMCIA, kompresję w systemie plików NTFS, wymienialny WinLogon (GINA), obsługę 3D w OpenGL, trwałe ścieżki IP przy używaniu TCP/IP, automatyczne wyświetlanie tekstowych opisów gdy kursor myszy był umieszczony na przyciskach paska narzędzi („tooltip”) oraz obsługa wspólnych kontrolek Windows 95.
Pomimo że NT posiada zupełnie inne jądro, w Windows NT 3.51 możliwe jest uruchamianie znacznej ilości aplikacji Win32 zaprojektowanych dla Windows 95 Nowsze aplikacje 32-bitowe nie będą działać, ponieważ ich twórcy zapobiegli możliwości uruchomienia ich na starszych wersjach Windows niż Windows 98 oraz ponieważ niektóre aplikacje nie współpracują poprawnie z interfejsem Windows NT 3.51.
Mimo to, Microsoft w wydaniach swoich aplikacji zaciemnił obraz problemu, publikując 32-bitowe wersje Microsoft Office aż do Office 97 (ostatnia wersja wspierająca NT 3.51) równocześnie opierając się na 16-bitowych wersjach technologii Internet Explorer 3.0–5.0. Przeglądarki internetowe bazujące na i uwzględniające Firefoxa funkcjonowały do wersji 2.0.0.22 wydanej w kwietniu 2009 roku; wymagały one ręcznej aktualizacji kilku plików celem prawidłowego działania, nie narażając na zagrożenia sieciowe.
Windows NT 3.51 jest ostatnim systemem kompatybilnym z procesorem Intel 80386.

### NewShell
26 maja 1995 roku Microsoft wydał testową wersję odświeżonej powłoki, nazwanej Shell Technology Preview, nieformalnie „NewShell”. Była to pierwsza inkarnacja współczesnego GUI Windows z paskiem zadań oraz menu Start. Zaprojektowano ją z myślą o zastąpieniu powłoki bazującej na Menedżerze programów/Menedżerze plików graficznym interfejsem opartym o Eksploratora Windows. Wydanie to oferowało możliwości zasadniczo zbliżone do tych z powłoki Windows „Chicago” (nazwa robocza dla Windows 95) podczas późnych faz beta; jednakże miała być wyłącznie wydaniem testowym. 8 sierpnia 1995 roku wydano drugą odsłonę Shell Technology Preview, zwaną Shell Technology Preview Update i dostępną w MSDN oraz dla użytkowników CompuServe. Obydwie odsłony zawierały kompilację Eksploratora Windows 3.51.1053.1. Program dostarczał wczesne opinie dla Shell Update Release, następnej głównej wersji Windows NT z wbudowanym nowym interfejsem, która została wydana w lipcu 1996 roku jako system Windows NT 4.0.

### Aktualizacje
Dla NT 3.51 wydano pięć dodatków Service Pack, które zarówno eliminowały błędy jak i dodawały nowe funkcje. Przykładowo, Service Pack 5 rozwiązywał kwestie związane z problemem roku 2000.

## Wymagania sprzętowe
| Kategoria              | Wymagania minimalne                                                      |
| ---------------------- | ------------------------------------------------------------------------ |
| Procesor               | Intel 386 lub 486 25 MHz                                                 |
| Pamięć RAM             | Wersja Workstation: 12 MB Wersja Server: 16 MB                           |
| Karta graficzna        | VGA                                                                      |
| Rodzaj dysku twardego  | IDE, EIDE, SCSI lub ESDI                                                 |
| Wolne miejsce na dysku | 90 MB                                                                    |
| Nośnik instalacyjny    | CD-ROM, stacja dyskietek 1,2 lub 1,44 MB lub aktywne połączenie sieciowe |

Do obsługiwanych schematów adresowania EIDE należą Logical Block Addressing (LBA), ONTrack Disk Manager, EZDrive oraz rozszerzone cylinder-głowica-sektor (ECHS).